# اليوم الدولي للإزالة الكاملة للأسلحة النووية
اليوم الدولي للإزالة الكاملة للأسلحة النووية هو حدث للأمم المتحدة، يُقام في 26 سبتمبر من كل عام، أقرته الجمعية العامة للأمم المتحدة في 2 ديسمبر 2013، ويهدف إلى نزع الأسلحة النووية، والسيطرة على الأنشطة غير السلمية للطاقة النووية والقضاء على الأسلحة النووية والذرية وجميع أسلحة الدمار الشامل.

## وصلات خارجية
- الموقع الرسمي.